# 柱絵

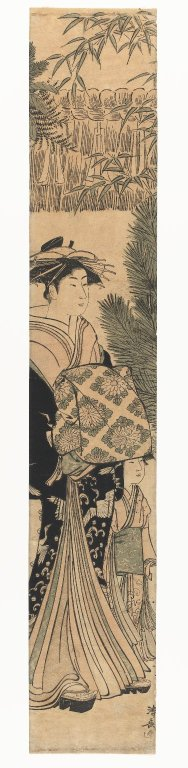
柱絵の作例。鳥居清長画。

柱絵（はしらえ）とは、江戸時代に描かれた浮世絵の様式のひとつ。柱に飾るため、極めて細長い画面に描いた浮世絵を指す。版画、肉筆浮世絵ともにみられる。柱隠し、柱掛けともいわれる。

## 解説
直接柱または壁に貼り付けるか、簡単な軸装にして掛け、時代を下ると次第に後者のほうが多くなったようだ。また、衝立や屏風、襖・障子類に貼交ぜられることもあり、現在でもその痕跡が残る遺品もある。そのため概して保存状態が悪く、人気絵師の作品でも現存数は少ない。この柱絵の極端に縦に細長い画面に見事に構図を収めた点は外国人を驚かせた。
画題は美人画が多いが、他に役者絵、山水風景、故事説話を題材にしたものや縁起物等がある。美人画の場合、縦長の構図を活かした立姿のものが多く、なかには湯上がり姿や強風で白い脛を露わにした「あぶな絵」的な作品も含まれる。画面が異様に縦長という制約を、特殊な画題や、画面構成の工夫によって乗り越えようとしたため、かえって面白味のある作品となることも多かった。川又常正の肉筆画「十六人図」などはその良い例といえる。この図は十六人の様々な階層の人々を十六羅漢に見立てて描いたもので、その頭部のみを縦長の画面にびっしりと配置して、奇怪な趣を持つユーモラスな作品である。

## 歴史
奥村政信による発案といわれ、発生は錦絵として製作されたのは元文（1736年-1741年）末頃と推定される。肉筆浮世絵においても、ほぼ同じ頃から少しずつ描かれるようになったと思われる。一口に柱絵と言っても、時期によって大きさなどに微妙な変化が見られる。政信時代の柱絵は、大体縦69〜75cm×横17cm前後または25〜26cmである。横幅が2種類あるのは、横50cmの丈長奉書を横に二つ切りにするか、三つ切りにするかの違いによる。現在の浮世絵用語では、どちらも幅広柱絵と呼び、更に前者を「掛物絵」として区別することがあるが、当時からこの2種を区別する呼称があったか不明である。
政信の時代を第一次ブームだとすると、第二次は鈴木春信や礒田湖龍斎らが活躍した宝暦から明和年間頃である。サイズも宝暦以降4つ切りにしたため縦69〜70cm×横12〜13cmと全体に小さくなり、より縦長な画面に変化する。「春信版画総目録」によると、春信の柱絵は紅摺絵・錦絵を合わせて140点を超え、春信の総作品数843点のうち約17％を占める。この割合の大小は判別しがたいが、春信追善を意図したと思われる作品には、しばしば春信の柱絵が画中画として描きこまれ、柱絵は春信作品を象徴する形式と認識されていたことが窺える。
第三次のブームは、鳥居清長の活躍期で、柱絵が清長全作品に占める割合は約20％ほどである。しかし、清長画の形式変化を眺めると、次第に柱絵の制作から大判錦絵の続物に重心が移っていくのが見て取れる。この流れが清長後も続き、肉筆は既に明和（1764年-1772年）の頃には衰退していたが、版画も文化（1804年-1818年）頃まで終わりをむかえる。柱絵衰退の理由としては、この大判続絵の一般化の他に、人物描法の変化などが考えられる。

## 描いた主要絵師
- 奥村政信
- 西村重長
- 古山師政
- 鈴木春信
- 礒田湖龍斎
- 鳥居清長
- 勝川春潮
- 喜多川歌麿
- 鳥文斎栄之